# 2,5-ジオキソ吉草酸デヒドロゲナーゼ
2,5-ジオキソ吉草酸デヒドロゲナーゼ（2,5-dioxovalerate dehydrogenase）は、アスコルビン酸およびアルダル酸の代謝酵素の一つで、次の化学反応を触媒する酸化還元酵素である。
2,5-ジオキソ吉草酸 + NADP+ + H2O {\displaystyle \rightleftharpoons } 2-オキソグルタル酸 + NADPH + 2 H+
反応式の通り、この酵素の基質は2,5-ジオキソ吉草酸とNADP+と水、生成物は2-オキソグルタル酸とNADPHとH+である。
組織名は2,5-dioxopentanoate:NADP+ 5-oxidoreductaseで、別名に2-oxoglutarate semialdehyde dehydrogenase, α-ketoglutaric semialdehyde dehydrogenaseがある。